# Абердин (озеро, Нунавут)
Аберди́н (англ. Aberdeen Lake) — озеро на территории Нунавут в Канаде. Расположено в южной части территории, в 213 км к югу от Полярного Круга.
Абердин является одним из крупнейших озёр Канады, его площадь водной поверхности — 1095 км², а вместе с островами — 1100 км², седьмое по величине озеро территории Нунавут. Высота над уровнем моря 80 метров. Озеро вытянулось в широтном направлении на 91 километр. Озеро Абердин — часть цепи близко расположенных озёр (с запада на восток — озёра Беверли, Абердин и Шульц), вместе с озером Бейкер образовавших водоём площадью 2987 км², через который течёт река Телон перед впадением в длинный 160-километровый залив Честерфильд Гудзонова залива.
Озеро было названо в честь генерал-губернатора Канады (1893—98) лорда Абердина геологом и исследователем Джозефом Б. Тирреллом.

## Комментарии
1. ↑  площадь водной поверхности озера[1]